# Krzyżówka magiczna
Krzyżówka magiczna – krzyżówka o diagramie, w którym kolejne hasła poziome odpowiadają kolejnym hasłom pionowym, podobnie jak miejsca wpisywania tych haseł – odgadnięte hasło wpisuje się w pole diagramu poziomo i pionowo. 
Matematycznie rzecz ujmując krzyżówka magiczna to taka, która posiada oś symetrii nie tylko na poziomie kształtu diagramu, ale również wypełnienia poszczególnych pól.
Szczególnym przypadkiem krzyżówki magicznej jest kwadrat magiczny.